# Les Routes de Pékin
 (juin 2018).
Si vous disposez d'ouvrages ou d'articles de référence ou si vous connaissez des sites web de qualité traitant du thème abordé ici, merci de compléter l'article en donnant les références utiles à sa vérifiabilité et en les liant à la section « Notes et références ».
Les Routes de Pékin est un roman de Paul-Loup Sulitzer publié en 1989.

## Résumé
En 1936 aux États-Unis, Kate, 29 ans, dirige Le Day, un quotidien. En Espagne, H H, reporter pour Karl, père et concurrent de Kate, son ex, suit depuis 14 jours et 250km, une fillette et un garçon, quand ils passent la ligne de front de la guerre civile et le sèment. Il les retrouve à Burgos où elle met sa poupée dans la voiture de son oncle Ojeda, qui a tué son père dans le sud et a pris sa mère, qui explose. Karl meurt.
En 1937 le mari et le fils de Kate meurent en avion. H H (père du fils) ne vient que plusieurs semaines après. Kate reprend le journal de Karl. H H va en Chine et la guerre avec le Japon éclate.
Il va à Pékin, investi par les Nippons et Kate le retrouve sans prévenir. Ils s'installent à Chengdu, une des deux seules villes échappant aux Japonais.